# Frederik Aage Elmerkjær
Frederik Aage Elmerkjær (født 17. december 1913 i Bjælkerup, Store Heddinge, død 25. marts 1991) var en dansk jurist (retsassessor i Københavns Byret) og konservativ politiker, der fra 1968 til 1970 var borgmester i Glostrup Kommune. Han var medlem af kommunalbestyrelsen fra 1958 til 1981. Han sad også i Folketinget som stedfortræder i en kort periode i 1969. Han var far til advokaten Merethe Stagetorn.
F.A. Elmerkjær var søn af parcellist og vejmand Jens Christoffer Jensen og Karen Jensen (f. Petersen) og fik som den eneste af ni søskende en studentereksamen. Herefter begyndte han at lønarbejde for at spare op til uddannelsen til jurist, og han var derfor ældre end sine medstuderende på Københavns Universitet, hvorfra han i 1947 tog juridisk kandidateksamen. Han begyndte derefter at arbejde som jurist og bosatte sig med familien i Herninggade på Østerbro i København. Familien fik senere et parcelhus på Nørre Allé 33 i Glostrup, hvor han engagerede sig i lokalpolitik og i 1958 blev medlem af kommunalbestyrelsen.
Da socialdemokraten Niels Georg Sortsø i 1968 midt i valgperioden på grund af sygdom trådte tilbage som borgmester for Glostrup Kommune, valgte kommunalbestyrelsen overraskende den konservative F.A. Elmerkjær som hans efterfølger. Socialdemokratiet havde ellers indstillet Sortsøs partifælle, viceborgmester Bjarne Jensen, som borgmesterkandidat, men den enlige venstresocialist i kommunalbestyrelsen, Preben Ikkala, brød sig ikke om Bjarne Jensen, og som tungen på vægtskålen valgte han at støtte udpegelsen af oppositionens kandidat som ny borgmester. Ved kommunalvalget i 1970 opnåede Socialdemokratiet absolut flertal i kommunalbestyrelsen, og borgmesterposten blev overtaget af Martin Nielsen.
F.A. Elmerkjær var Det Konservative Folkepartis folketingskandidat i Store Heddinge-kredsen fra 1950. Han indtrådte som medlem af Folketinget i perioden 6. november - 19. december 1969 som stedfortræder for forfatteren Hans Jørgen Lembourn under dennes orlov som udsendt i offentligt hverv.